# Válvula espiral

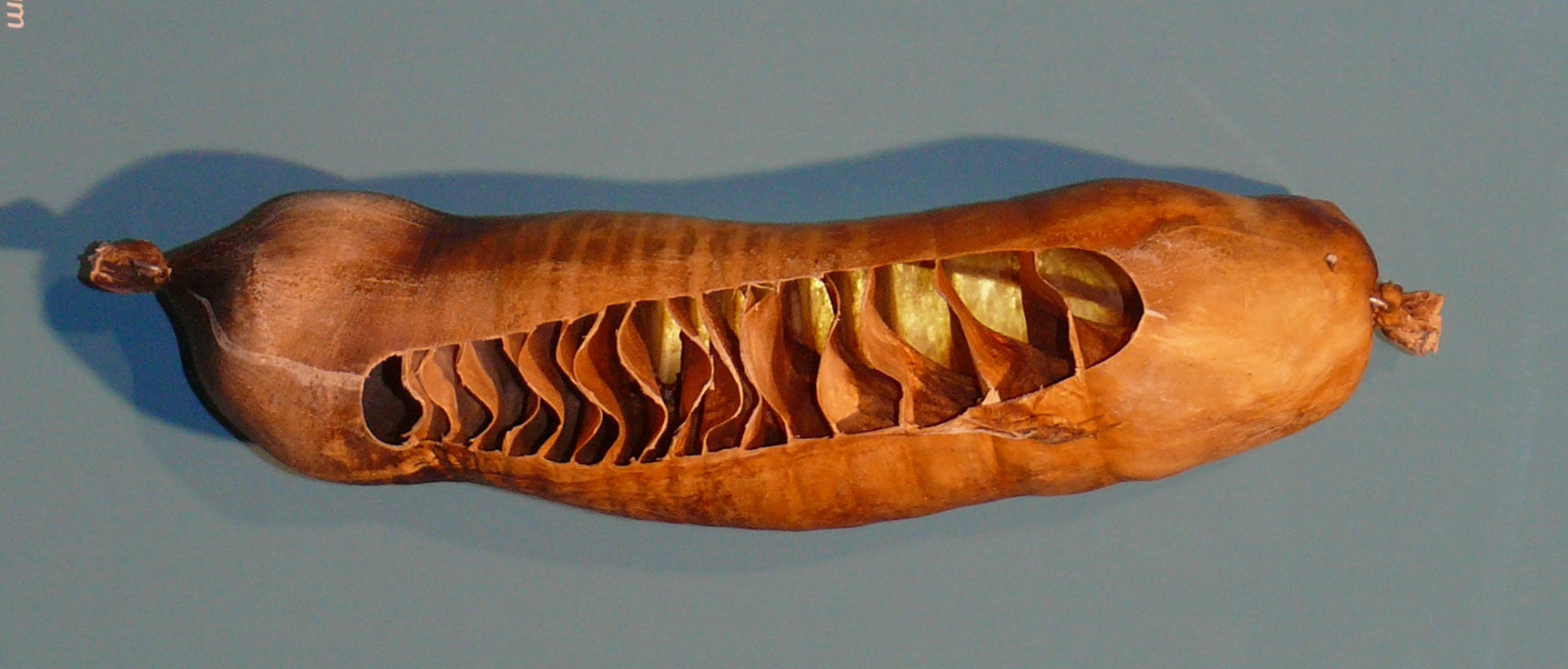
Válvula espiral de un tiburón gata (Ginglymostoma cirratum).

## Descripción
La válvula espiral es un órgano interno de los tiburones, rayas, esturiones y ciclóstomos. Está formada por pliegues espirales o anillos en las paredes internas del intestino delgado, se envuelve en espiral en una parte específica del tracto digestivo y tiene forma de caracol. En los tiburones y rayas, comienza justo detrás del estómago, se conecta con el colon y por último con la cloaca. 
La válvula espiral es muy corta en relación con la longitud del cuerpo del pez, por lo que, el tracto intestinal de un tiburón 3 metros de longitud, solo tiene 2,7 m (aproximadamente 8 metros en el humano), de modo que la válvula espiral, aumenta significativamente la superficie intestinal.
El número de vueltas o anillos de esta válvula varía de una especie a otra, desde las 4 del tiburón azul (Prionace glauca) hasta las 45 del tiburón zorro (Alopias vulpinus), y en ocasiones puede servir para distinguir entre especies muy próximas, como ciertos tiburones linterna (familia Etmopteridae).

El diseño de la válvula espiral también varía en cada especie. Puede ser cónico espiral (familia Parascylliidae), cilíndrica (familia Sphyrnidae) y anular (orden Lamniformes).

## Función
El intestino de los elasmobranquios como los tiburones y las rayas, es relativamente corto y voluminoso, y está provisto de un sistema exclusivo, la válvula espiral, denominada así porque contiene repliegues membranosos normalmente dispuestos en forma de espiral. Su función es reducir la velocidad de circulación del quimo en el íleon, lo que aumenta la duración de la digestión y al mismo tiempo, aumentar la superficie de absorción de nutrientes sin necesidad de alargar el intestino, como es el caso de los mamíferos. Por esta razón, muchos tiburones y peces relacionados se alimentan con muy poca frecuencia.
En la válvula espiral se reduce en gran medida el diámetro del sistema digestivo, Por lo tanto, las partículas más grandes y rígidas (como huesos y conchas) no pueden pasar a través de su intestino inferior. Tales objetos, permanecen en el estómago hasta que estén suficientemente desglosados para pasar a través de la región de la válvula, o son regurgitados. En consecuencia, los estómagos de tiburones a menudo contienen elementos de interés que permitan determinar la alimentación de los animales, así como artículos no alimentarios ingeridos durante un frenesí alimenticio.

## Especies con válvula espiral
La válvula espiral es característica de las especies con origen arcaico, como todos los tipos de peces cartilaginosos, y algunos peces óseos como representantes de las subclases Sarcopterygii y Dipnoi, y familia Polypteridae. El Esturión presenta un asa en el intestino medio de su válvula espiral, lo cual limita su descenso. Amia calva tiene cuatro verticilos, Lepisosteus y Chirocentrus carecen de ellos. En algunas especies de cupleidos, la válvula espiral solo se presenta como un vestigio.

## Parasitosis
Este excelente ejemplo de optimización del espacio presenta el inconveniente de que la lenta circulación del alimento favorece la presencia de parásitos internos, sobre todo del tipo solitaria. Es curioso notar que entre estos parásitos encontramos también ejemplos de especialización. Por ejemplo, la Musola pintada (Mustelus canis) posee una válvula espiral de ocho cámaras; las tres primeras están ocupadas por las Protochristianella, Lacistorhynchus y Calliobothrium lintoni; y la cuarta, por la Calliobothrium verticillatum, pero las demás cámaras están desocupadas, puesto que cuando el alimento alcanza la quinta cámara, la mayor parte de los nutrientes ya han sido extraídos.